# Distretto di Limbani
Il distretto di Limbani è uno dei dieci distretti  della provincia di Sandia, in Perù. Si trova nella regione di Puno e si estende su una superficie di 2.112,34 chilometri quadrati.

Istituito il 28 dicembre 1908, ha per capitale la città di Limbani; al censimento 2005 contava 4.407 abitanti.